# Calochortus invenustus
Calochortus invenustus är en liljeväxtart som beskrevs av Edward Lee Greene. Calochortus invenustus ingår i släktet Calochortus och familjen liljeväxter. Inga underarter finns listade.

## Bildgalleri

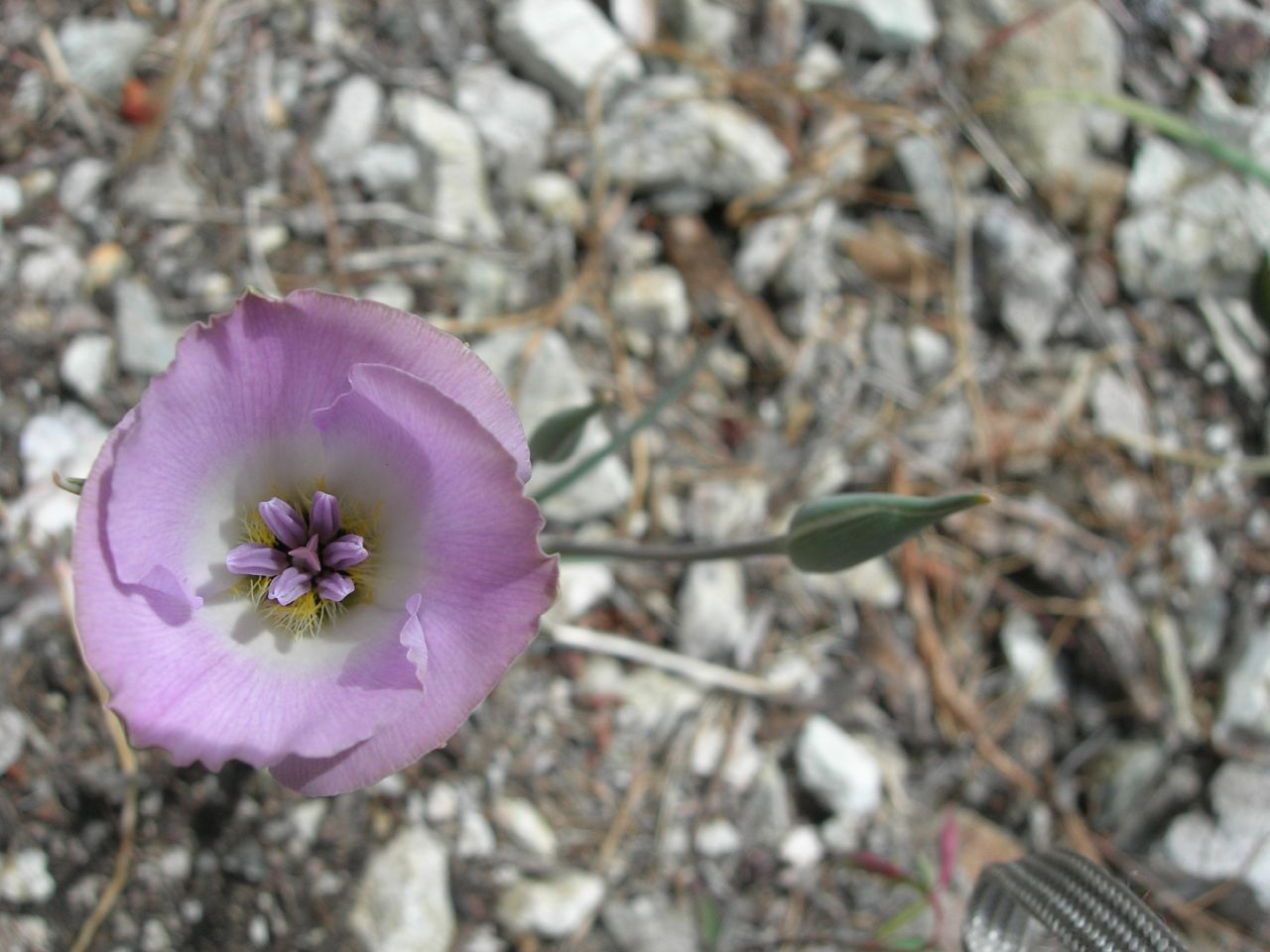
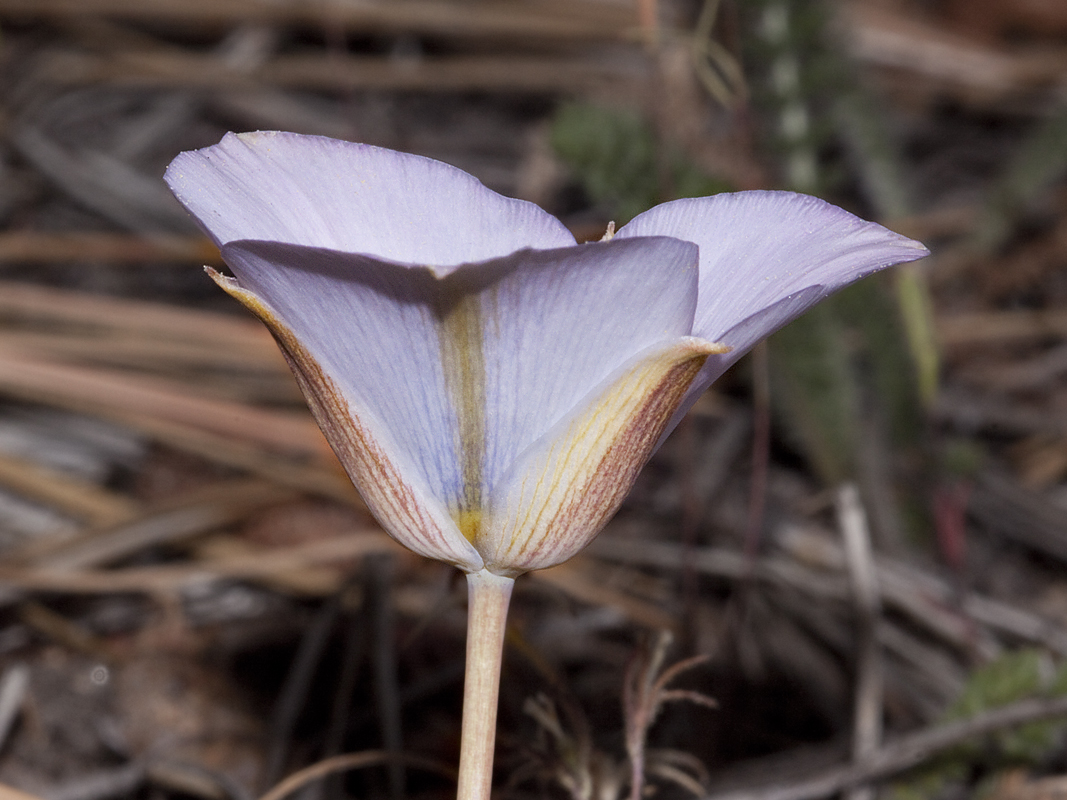
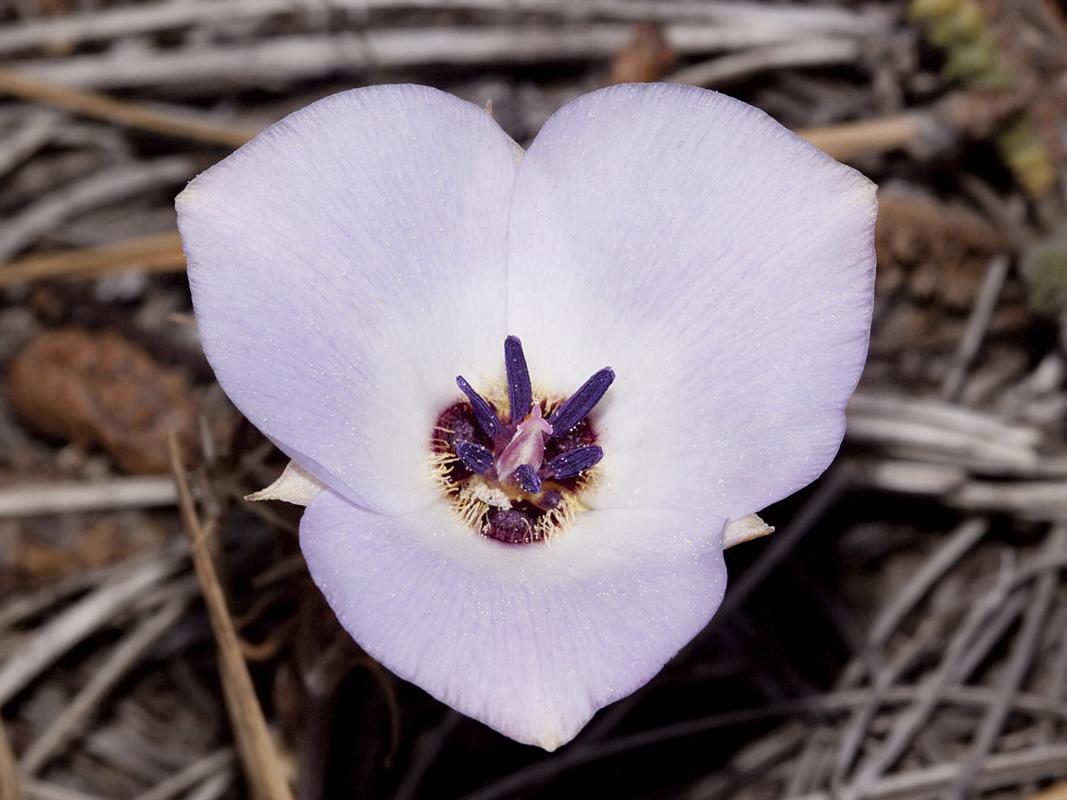
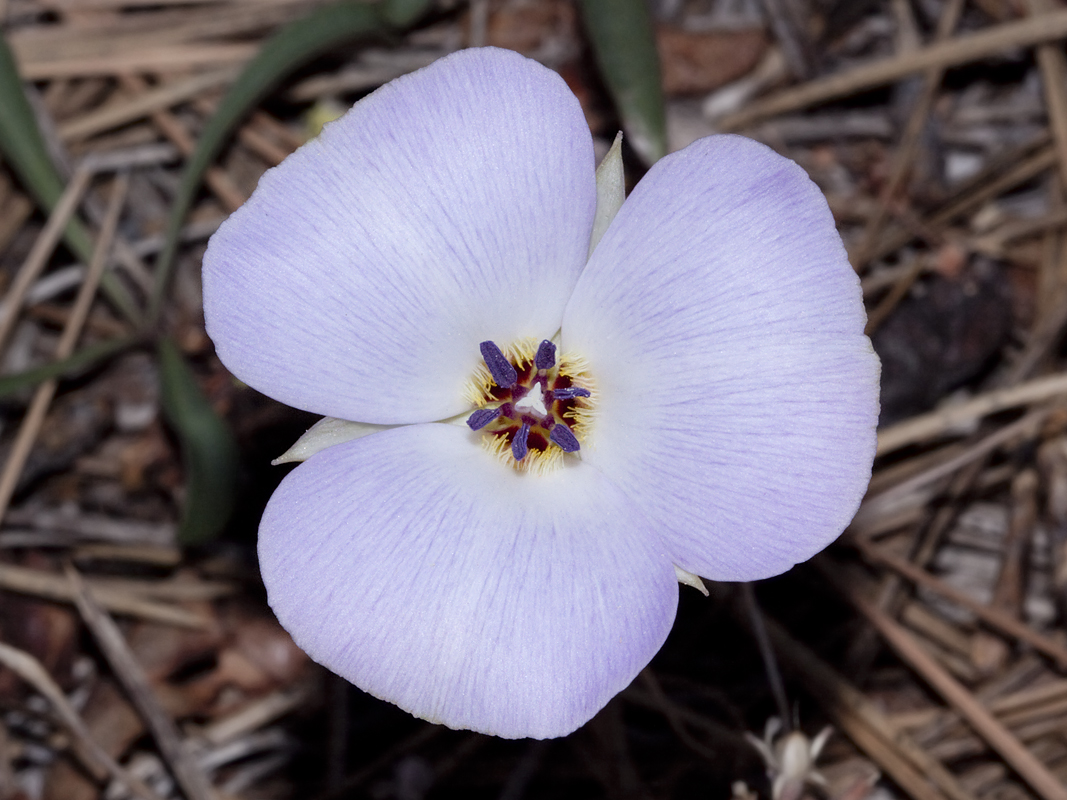